# Richard B. Dunn

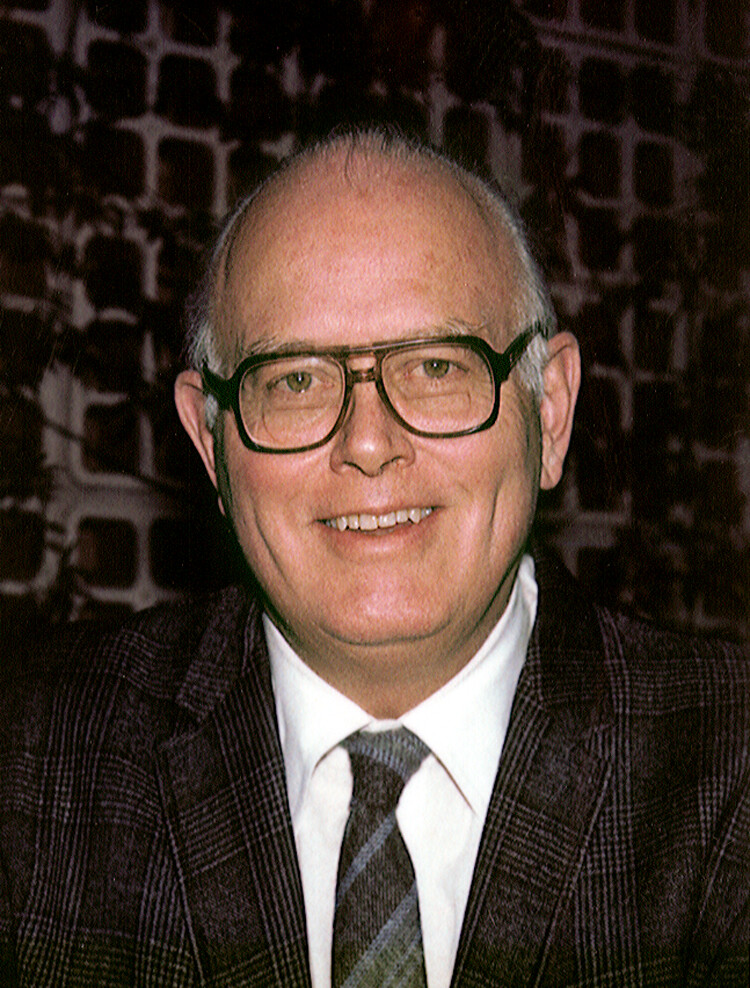
Richard B. Dunn, 1998

Richard B. Dunn (* 14. Dezember 1927 in Baltimore, Maryland; † 29. September 2005 in Las Cruces, New Mexico) war ein US-amerikanischer Astronom und ehemaliger Direktor des National Solar Observatory. Dunn war ein Pionier der Solarphysik.

## Leben
Dunn studierte und promovierte an der Harvard University und arbeitete seit 1953 in Sacramento Peak in Sunspot. Er beschäftigte sich mit der Solarphysik und entwickelte hier ein einzigartiges Solar-Teleskop.
Im Januar 1998 wurde Dr. Richard Dunn mit dem George Ellery Hale Prize der US-amerikanischen Astronomischen Gesellschaft (American Astronomical Society) ausgezeichnet für "outstanding contributions to the field of solar astronomy over an extended period of time.
1998 wurde Richard Dunn aufgrund seiner Lebensleistung von der National Science Foundation (NSF) geehrt. Das am Sacramento Peak in New Mexico befindliche Vacuum Tower Telescope (VTT) wurde umbenannt in Richard B. Dunn Solar Telescope.